# JDub Records
JDub Records és una discografia sense ànim de lucre que lluita per construir una comunitat a través de música jueva nova i innovadora i el diàleg musical intercultural.
Fundada el desembre de 2002 per dos estudiants de la Universitat de Nova_York, Ben Hesse i Aaron Bisman, JDub ha crescut fins a convertir-se en una companyia de reconeixement internacional i ha introduït veus jueves en la cultura general, oferint a joves adults l'oportunitat de connectar amb el seu Judaisme en el món laic en què viuen. En la fase inicial, JDub va dedicar-se al desenvolupament d'un petit grup d'artistes, entre ells Matisyahu, Socalled i Balkan Beat Box, i arribant al públic a través de concerts (principalment a Nova York), festivals com el Bonnaroo, publicació d'àlbums en l'àmbit nacional, i a través de mitjans multimèdia i de comunicació com MTV i el New York Times.

## Artistes
- Matisyahu
- Balkan Beat Box
- Golem
- The LeeVees
- Soulico
- Michael Showalter (humorista)
- Socalled
- Sagol 59
- Deleon
- Tomer Yosef (MC principal de la banda Balkan Beat Box)
- The Sway Machinery